# Zabana jezik
Zabana jezik (ISO 639-3: kji), austronezijski jezik uže novoirske skupine kojim govori 3 360 ljudi (2003 SIL) na otoku Santa Isabel u Solomonskim otocima. Najsličniji mu je jezik cheke holo [mrn], koji je također u upotrebi.
Jezik zabana zajedno s jezikom laghu [lgb] čini zapadnu podskupinu šire santa isabelske skupine.

## Vanjske poveznice
- Zabana (14th)
- Zabana (15th)